# Karasu Tengu Kabuto
Pour les articles homonymes, voir Kabuto.
 Karasu Tengu Kabuto  (カラス天狗カブト, Karasu Tengu Kabuto) est un manga de Buichi Terasawa publié entre 1986 et 1988. Sur fond de japon féodal, il mélange aventure, fantaisy, arts martiaux et des éléments steampunk. Il est publié en anglais sous le titre Kabuto  par ComicsOne en 2001. 
L’histoire fût adaptée à la télévision en une série de 39 épisodes entre 1990 et 1991. En 1992, un film d'animation OAV intitulé Raven Tengu Kabuto: The Golden-Eyed Beast (鴉天狗カブト 黄金の目のケモノ, Karasu Tengu Kabuto: Ogon no Me no Kemono) sort au Japon. 

## Synopsis
Dans le japon médieval de l’ère Tensho , le démon Kuroyasya Douki est de retour sur la Terre et veut se venger de la lignée Kabuto. Mais les dieux des 4 pôles vont se liguer pour le combattre.

## Synopsis de l’OAV
Dans le japon féodal de l’ère Tenshō, le jeune samourai Kabuto du clan Raven Tengu, reviens dans la ville Sado ou il a été formé, 10ans après être parti précipitément. Le royaume est maintenant dirigé par la sorcière tyrannique Tamamushi et son bras-droit Jinnai, un inventeur fou dont les inventions terrorisent le peuple. Kabuto, utilisant son épée spéciale et ses pouvoirs mystiques, va délivrer la princesse légitime Ran. Il découvrera que Tamamushi n’est qu’une des créations de Jinnai.

## Fiche technique du film
- Titre :  Raven Tengu Kabuto: The Golden-Eyed Beast
- Réalisation : Hisashi Hirai
- Scénario : Buichi Terasawa
- Musique :
- Pays d'origine :  Japon
- Année de production : 1992
- Genre : aventure, fantasy et arts martiaux
- Durée : 45 minutes
- Dates de sortie française :

## Thèmes musicaux
- "Kabuto (KA・BU・TO)" de Akira Kushida
- "Beyond The Era -時代を越えて-" de Mika Kaneko